# Nied
La Nied è un fiume che scorre tra Francia e Germania e che sfocia nella Saar. Più precisamente, attraversa il dipartimento delle Ardenne nella regione del Grande Est ed il circondario di Saarlouis della Saarland.

## Toponimo
Veniva detta Nida dai Romani e la sua etimologia è da ricercare nella radice indoeuropea preceltica nid, che significa scorrere.

## Geografia
Il fiume trae origine da due rami, detti rispettivamente Nied Française e Nied Allemande, ma entrambi interamente compresi in Francia. Il primo, infatti, nasce a Marthille dirigendosi poi ad ovest fino ad Oron, quindi verso nord. Poco dopo riceve il suo affluente principale prima dell’Allemande, ovvero la Rotte. A Guenviller si trova la sorgente dell’altro ramo: anche questo scorre verso ovest e successivamente, da Faulquemont, verso nord-ovest.
La confluenza fra i due rami è situata a Condé-Northen, a 203 m di altitudine. La Nied Réunie o Bassa Nied prosegue verso nord-est ricevendo l’Anzelingerbach e bagnando Bouzonville. In Germania passa per Rehlingen-Siersburg per poi gettarsi nella Saar nello stesso comune.